# Пшецлав (Шамотульський повіт)
Пшецлав (пол. Przecław, нім. Prinzenau) — село в Польщі, у гміні Шамотули Шамотульського повіту Великопольського воєводства.
Населення — 441 особа (2011).
У 1975-1998 роках село належало до Познанського воєводства.

## Демографія
Демографічна структура станом на 31 березня 2011 року:
|          | Загалом | Допрацездатний вік | Працездатний вік | Постпрацездатний вік |
| -------- | ------- | ------------------ | ---------------- | -------------------- |
| Чоловіки | 221     | 44                 | 159              | 18                   |
| Жінки    | 220     | 32                 | 152              | 36                   |
| Разом    | 441     | 76                 | 311              | 54                   |